# عوامل خطر (جامعه‌پذیری)
عوامل خطر در زمینه جامعه پذیری، به عواملی اشاره دارد که رشد سالم کودک را به خطر می‌اندازد. بسیاری از این عوامل در دوران کودکی یا نوجوانی می‌توانند باعث بروز اختلالات روان‌شناختی شوند.

## جزئیات بیشتر
اثرات عوامل خطر به سن، جنس و موقعیت بستگی دارد. بسیاری از عوامل را می‌توان در محیط اجتماعی و مهم‌تر از همه در خانواده یافت.
عوامل خطر می‌توانند به عنوان مثال:
- فقر
- بیماری روانی یک یا هر دو والدین
- متعلق به اقلیت‌های تبعیض آمیز مانند سیاهپوستان آمریکا یا هیسپانیک
- ناهماهنگی خانوادگی
- سوء مصرف الکل یا مواد مخدر والدین
- سطح تحصیلات پایین والدین
- جرم و جنایت والدین
- تغییر در شراکت والدین در نگهداری کودک
- بزرگ شدن در ننقطه بحران اجتماعی یا محله‌هایی با نسبت بالایی از جرم و جنایت
- والدین بسیار جوان
- غیبت والدین در یک خانواده فرزندخوانده یا سرپرست
- منشأ یک خانواده بزرگ (خانواده پرفرزند)
- خواهر و برادر دارای ناتوانی، اختلال یادگیری یا رفتاری
- نادیده گرفتن سبک فرزندپروری[۴]

یک عامل خطر واحد معمولاً تفاوتی ایجاد نمی‌کند. با این حال، اگر چندین عامل خطر با هم اتفاق بیفتند، کودک قادر به مقابله با آن نخواهد بود. تنها در این صورت است که پیامدهای منفی آشکار می‌شوند، که با افزودن عوامل خطر بیشتر قوی تر می‌شوند.

## لینک‌های وب
- Volltext zum Risiko vernachlässigender Erziehung (Donath et al. 2014)
- Claudia Reinhold/Heinz Kindler. "Gibt es Kinder, die besonders von Kindeswohlgefährdung betroffen sind?". Deutsches Jugendinstitut (DJI). Retrieved 2014-05-03.